# Blue Stars Saint-Gall
Le Blue Stars Saint-Gall est un ancien club suisse de football basé à Saint-Gall.  

## Historique
Le club participe pour la première fois au Championnat de Suisse de football en 1900-1901. Le club, qui représente la classe aisée de Saint-Gall, n'arrive pas à s'imposer dans ce championnat et voit toujours le rival du FC Saint-Gall le devancer au classement. Le club disparaît pendant la Première Guerre mondiale.